# Danh sách quân chủ Phần Lan
Đây là danh sách vua Phần Lan cho đến khi nó trở thành một nước cộng hòa năm 1919; do đó các đời vua Thụy Điển với chức quan Nhiếp chính và Tổng trấn của Liên minh Kalmar, Đại vương công Phần Lan (giống hệt với Sa hoàng Nga), đến giai đoạn Nhiếp chính hai năm sau khi giành độc lập vào năm 1917, với sự dan díu ngắn ngủi của nền quân chủ thực trong nước.

## Một phần của Vương quốc Thụy Điển, từ thời Trung Cổ đến năm 1809
Phần Lan là một phần không thể thiếu của Thụy Điển dưới quyền vua Thụy Điển (Ruotsin kuningas).
Một số thư tịch đưa ra giả thuyết sự thống trị Phần Lan của Thụy Điển được bắt đầu sớm nhất dưới thời Nhà Sverker và Eric (Sverker I của Thụy Điển 1130–1156 và Eric Thánh nhân 1156–1160). Nhưng các tài liệu lịch sử đầu tiên cho thấy quy luật của các vị vua của Thụy Điển ở Phần Lan không giới hạn đến các cuộc thập tự chinh và chinh phục thưa thớt có niên đại vào khoảng năm 1249.

### Nhà Bjelbo
- 1250–1275: Valdemar của Thụy Điển (Valdemar Birgerinpoika)
  - Nhiếp chính: Birger Jarl
- 1275–1290: Magnus III của Thụy Điển (Maunu Ladonlukko)
- 1290–1318: Birger of Sweden (Birger Maununpoika)
- 1319–1364: Magnus IV của Thụy Điển (Maunu IV)
  - đồng trị vì, nối tiếp: Eric XII của Thụy Điển và Haakon I của Thụy Điển đều là con tria của Magnus IV
- 1363–1395: Albert của Thụy Điển (Albrekt Mecklenburgilainen)
  - 1385–87 đối lập: Olav IV của Na Uy (Olavi Haakoninpoika)

### Lãnh đạoLiên minh Kalmarvà Nhiếp chính (Valtionhoitaja,Riksföreståndare)
- 1389–1412: Margaret I của Đan Mạch (Margareeta), góa phụ vua Haakon của Thụy Điển, mẹ của Olav IV và là người thừa kế Estonia, một lãnh thổ trị của Đan Mạch
- 1396–1439: Eric xứ Pomerania (Eerik XIII Pommerilainen, mất 1459), một người anh em họ đầu tiên đã hai lần loại bỏ Haakon I của Thụy Điển
- 1438–1440: Carl Knutsson Bonde, Nhiếp chính (Kaarle Knuutinpoika)
- 1441–1448: Christopher của Bayern (Kristoffer Baijerilainen)
- 1448–1448: Nhiếp chính Bengt và Nils Jönsson Oxenstierna ((Pentti Jönsinpoika Häräntähti and Niilo Jönsinpoika Häräntähti))
- 1448–1457: Charles VIII của Thụy Điển (Kaarle VIII Knuutinpoika), vào năm 1442–48 ông từng là chúa lâu đài và bá tước xứ Viipuri
- 1457–1457: Nhiếp chính Jöns Bengtsson Oxenstierna là tổng giám mục và Eric Axelsson Tott ((arkkipiispa Jöns Pentinpoika và herra Eerik Akselinpoika))
- 1457–1464: Christian I của Thụy Điển (Kristian I)
- 1464–1465: Charles VIII của Thụy Điển (Kaarle VIII)
- 1465–1465: Nhiếp chính Kettil Karlsson Vasa là giám mục ((piispa Kettil Kaarlenpoika Vaasa))
- 1465–1466: Nhiếp chính Jöns Bengtsson Oxenstierna the archbishop
- 1466–1467: Nhiếp chính Eric Axelsson Tott, vào năm 1457–81 còn là chúa lâu đài và bá tước xứ Viipuri
- 1467–1470: Charles VIII của Thụy Điển (Kaarle VIII)
- 1470–1497: Nhiếp chính Sten Sture Già (Sten Sture vanhempi) – vào năm 1483–1501 còn là chúa lâu đài và bá tước xứ Viipuri
- 1497–1501: John II của Thụy Điển (Hans of Denmark, Juhana II, Hannu, Tanskan Hannu)
- 1501–1503: Nhiếp chính Sten Sture Già (Sten Sture vanhempi)
- 1504–1511: Nhiếp chính Svante Niilonpoika (Svante Niilonpoika, Ekesiön herra, ông không sử dụng tên của Sture)
- 1512–1512: Nhiếp chính Eric Trolle
- 1512–1520: Nhiếp chính Sten Sture Trẻ (Sten Sture nuorempi, ông đã lấy tên Sture của gia đình ông bà cố vì lý do hình ảnh và uy tín của mình)
- 1520–1521: Christian II của Thụy Điển (Kristian II)

### Nhà Vasa
- 1521–1560: Gustav I của Thụy Điển (Kustaa I Vaasa)
  - As Gustav Vasa, nhiếp chính 1521–1523
- 1560–1568: Eric XIV của Thụy Điển (Eerik XIV)
- 1568–1592: Johan III của Thụy Điển (Juhana III), nhận tước vị Đại Thân vương Phần Lan (Suomen suuriruhtinas) vào khoảng năm 1580
  - As Công tước John của Phần Lan đóng vai trò như là lãnh chúa phong kiến của một phần Công tước Phần Lan và Tổng đốc của phần đời còn lại năm 1556–1563
- 1592–1599: Sigismund của Thụy Điển (Sigismund), còn mang tước vị Đại Thân vương Phần Lan
- 1599–1611: Charles IX của Thụy Điển (Kaarle IX), "Vua của người Phần Lan"
  - As Công tước Charles, nhiếp chính 1599–1604
- 1611–1632: Gustav Adolph Đại đế (Kustaa II Aadolf), còn mang tước vị Đại Thân vương Phần Lan
- 1632–1654: Christina của Thụy Điển (Kristiina), còn mang tước vị Đại Thân vương Phần Lan

### Nhà Pfalz-Zweibrücken
- 1654–1660: Charles X Gustav của Thụy Điển (Kaarle X Kustaa), còn mang tước vị Đại Thân vương Phần Lan
- 1660–1697: Karl XI của Thụy Điển (Kaarle XI), còn mang tước vị Đại Thân vương Phần Lan
- 1697–1718: Karl XII của Thụy Điển (Kaarle XII), còn mang tước vị Đại Thân vương Phần Lan
- 1719–1720: Ulrika Eleonora của Thụy Điển (Ulriika Eleonoora), còn mang tước vị Đại Thân vương Phần Lan

### Nhà Hesse
- 1720–1751: Frederick I của Thụy Điển (Fredrik I), còn mang tước vị Đại Thân vương Phần Lan

### NhàHolstein-Gottorp
- 1751–1771: Adolf Frederick của Thụy Điển (Aadolf Fredrik), Đại Thân vương Phần Lan
- 1771–1792: Gustav III của Thụy Điển (Kustaa III), Đại Thân vương Phần Lan
  - 1792–1796: Karl, công tước Södermanland giữ vai trò Nhiếp chính (Södermanlannin herttua Kaarle)
- 1792–1809: Gustav IV Adolf của Thụy Điển (Kustaa IV Aadolf), Đại Thân vương Phần Lan

## Đại Công quốc Phần Lan trong Đế quốc Nga 1809–1917
Đại Công quốc Phần Lan trong Đế quốc Nga (1809–1917) với Hoàng đế Nga trong vai trò của một Đại vương công Phần Lan (Suomen suuriruhtinas).

### Nhà Romanov
- 1809–1825: Aleksandr I (Aleksanteri I)
- 1825–1855: Nikolai I (Nikolai I)
- 1855–1881: Aleksandr II (Aleksanteri II)
- 1881–1894: Aleksandr III (Aleksanteri III)
- 1894–1917: Nikolai II (Nikolai II)

## Thời kỳ quá độ 1917–1919
Nhiếp chính (valtionhoitaja) sử dụng các quyền hạn dành cho quốc vương.
- 27 tháng 5 năm 1918 – 12 tháng 12 năm 1918: Pehr Evind Svinhufvud[1]
- 12 tháng 12 năm 1918 – 26 tháng 7 năm 1919: Carl Gustaf Emil Mannerheim

### Nhà Hesse
- 9 tháng 10 năm 1918 – 14 tháng 12 năm 1918: Frederik Kaarle I, Vua Phần Lan

Đối với nguyên thủ quốc gia từ sau tuyên ngôn của nước cộng hòa, xem Danh sách Tổng thống Phần Lan.